# Wereldkampioenschappen boogschieten 2001
De wereldkampioenschappen boogschieten 2001 waren door de Fédération Internationale de Tir à l'Arc (FITA) georganiseerde kampioenschappen voor boogschutters. De 41e editie van de wereldkampioenschappen vond plaats in de Chinese hoofdstad Peking van 15 tot en met 22 september 2001.

## Medailles

### Recurve
| Onderdeel             | Goud | Goud                                     | Zilver | Zilver                                         | Brons | Brons                                     |
| --------------------- | ---- | ---------------------------------------- | ------ | ---------------------------------------------- | ----- | ----------------------------------------- |
| Mannen (individueel)  | KOR  | Yeon Jung-ki                             | FRA    | Lionel Torres                                  | KOR   | Park Kyung-mo                             |
| Mannen (team)         | KOR  | Lee Chang-hwa Park Kyung-mo Yeon Jung-ki | ITA    | Matteo Bisiani Ilario Di Buò Michele Frangilli | CHN   | Chen Hong Yuan Sun Jian Yang Bo           |
| Vrouwen (individueel) | KOR  | Park Sung-hyun                           | KOR    | Kim Kyung-wook                                 | UKR   | Kateryna Palecha                          |
| Vrouwen (team)        | CHN  | He Ying Yang Jianping Zhang Juanjuan     | ITA    | Roberta Allodi Irene Franchini Natalia Valeeva | KOR   | Choi Nam-ok Kim Kyung-wook Park Sung-hyun |

### Compound
| Onderdeel             | Goud | Goud                                        | Zilver | Zilver                                                 | Brons | Brons                                     |
| --------------------- | ---- | ------------------------------------------- | ------ | ------------------------------------------------------ | ----- | ----------------------------------------- |
| Mannen (individueel)  | SLO  | Dejan Sitar                                 | SWE    | Morgan Lundin                                          | NOR   | Morten Bøe                                |
| Mannen (team)         | NOR  | Morten Bøe Sigmund Johansen Terje Röstad    | GER    | Stefan Griem Robert Hesse Rainer Voss                  | GBR   | Jonathan Mynott Michael Peart Chris White |
| Vrouwen (individueel) | SWE  | Ulrika Sjöwall                              | GER    | Bettina Thiele                                         | FIN   | Sirkka Sokka-Matikainen                   |
| Vrouwen (team)        | FRA  | Valérie Fabre Maggy Masson Catherine Pellen | ITA    | Assunta Atorino Stefania Montagnoni Francesca Peracino | NED   | Irma Luyting Marjon Pigney Olga Zandvliet |

### Medaillespiegel
| Plaats | Land                | Goud | Zilver | Brons | Totaal |
| 1      | Zuid-Korea          | 3    | 1      | 2     | 6      |
| 2      | Frankrijk           | 1    | 1      | 0     | 2      |
| 2      | Zweden              | 1    | 1      | 0     | 2      |
| 4      | China               | 1    | 0      | 1     | 2      |
| 4      | Noorwegen           | 1    | 0      | 1     | 2      |
| 6      | Slovenië            | 1    | 0      | 0     | 1      |
| 7      | Italië              | 0    | 3      | 0     | 3      |
| 8      | Duitsland           | 0    | 2      | 0     | 2      |
| 9      | Finland             | 0    | 0      | 1     | 1      |
| 9      | Nederland           | 0    | 0      | 1     | 1      |
| 9      | Oekraïne            | 0    | 0      | 1     | 1      |
| 9      | Verenigd Koninkrijk | 0    | 0      | 1     | 1      |
| Totaal | Totaal              | 8    | 8      | 8     | 24     |